# Carlo Vegezzi Bossi

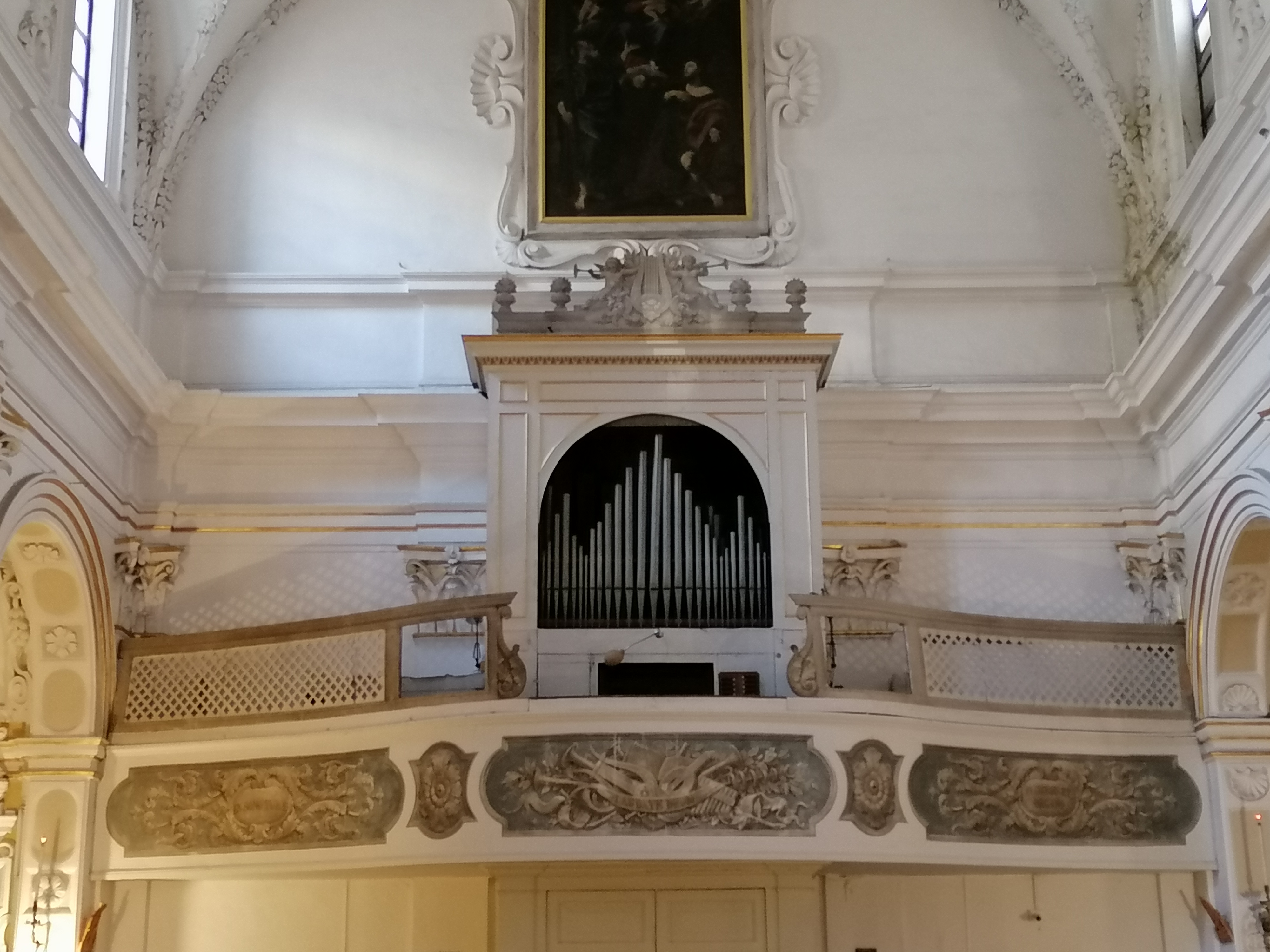
Organo della Chiesa di San Giovanni Battista a Jesi.

Carlo I Vegezzi-Bossi (Torino, 11 febbraio 1858 – Frossasco, 5 ottobre 1927) è stato un organaro italiano.

## Biografia
Vegezzi Bossi fu istruito nell'arte organaria dal padre Giacomo, a sua volta figlio adottivo di Felice Bossi. Il primo strumento di Carlo I Vegezzi-Bossi fu alla Cappella della Sacra Sindone a Torino.  Fabbricò più di mille organi in Italia, Europa, e America Latina. È considerato il massimo esponente dell'organaria romantica sinfonica italiana. I suoi strumenti sono un elegante compromesso tra l'organaria d'oltralpe, come Cavaillé-Coll, e quella italiana.
Organi costruiti da Carlo Vegezzi Bossi (elenco parziale):
- Torino, Cattedrale, Reale Cappella della S. Sindone - 1881
- Torino, Chiesa parrocchiale di S. Massimo - 1884
- Bra, Confraternita dei Battuti Bianchi - 1885
- San Marzano Olliveto (AT), Chiesa parrocchiale di S. Marziano - 1887
- Jesi, Chiesa di San Giovanni Battista - 1887[1]
- San Damiano d'Asti, Chiesa parrocchiale di S. Vincenzo - 1888
- Torino, Chiesa parrocchiale di S Filippo Neri - 1889
- Sommariva Perno (CN), Chiesa parrocchiale Santo Spirito - 1889
- Susa (TO), Cattedrale di S. Giusto - 1890
- Torino, Chiesa parrocchiale San Gaetano di Thiene - 1890
- Tonengo di Mazzé (TO), Chiesa parrocchiale di S. Francesco - 1891
- Parma, Chiesa Magistrale di S. Maria della Steccata, 1892
- Ortona (CH), Chiesa della SS. Trinità, 1892
- Torino, Chiesa del Carmine - 1892
- Cherasco (CN), Chiesa di S. Pietro, 1893
- Chieri (TO), Collegiata di S. Maria della Scala, 1893
- Donato (BI), Chiesa dei SS. Pietro e Paolo, 1893
- Mondovì (CN), Cattedrale di S. Donato, 1893
- Asti, Chiesa di S. Paolo, 1894
- Cuorgnè (TO), Chiesa Collegiata di S. Dalmazzo, 1894
- Torino, Istituto del Sacro Cuore, 1894
- Padova, Basilica del Santo - 1895
- Cairo Montenotte (SV), Chiesa parrocchiale di S. Lorenzo - 1896
- Pont Sant-Martin (AO), Chiesa parrocchiale di S. Lorenzo - 1896
- Ovada (AL), Duomo di N.S. Assunta - 1897
- Torino, Chiesa parrocchiale Sacro Cuore di Maria - 1898
- Asti, Chiesa parrocchiale San Martino - 1899
- Mazzè, Chiesa parrocchiale Santi Gervasio e Protasio - 1900
- Canale (CN), Chiesa conventuale Santa Croce - 1901 (Op. 1084)
- Casale Monferrato (AL), Chiesa parrocchiale Santo Stefano - 1901 (Op. 1087)
- Torino, Chiesa parrocchiale Santa Giulia - 1901 (Op. 1088)
- Milano, Istituto dei Ciechi - 1901
- Aosta, Cattedrale di  N.S. Assunta e S. Giovanni Battista - 1902 (Op. 1095)
- Genova Voltri, Chiesa parrocchiale dei SS. Niccolò ed Erasmo - 1902
- Vicoforte (CN), Santuario - Basilica della Natività di Maria - 1903 (Op. 1103)
- Torino, Basilica del Corpus Domini - 1908
- Roma,  Santa Maria della Scala - 1909 (Op. 1282)
- Roma, Basilica di S. Maria Sopra Minerva - 1909
- Monforte d'Alba (CN), Chiesa parrocchiale Madonna della Neve - 1912
- Cremolino (AL), Chiesa parrocchiale di N.S. del Carmine - 1914
- Cuneo, Cattedrale Santa Maria del Bosco - 1914
- Roma, Tempio Valdese di Piazza Cavour - 1914 (Op. 1349)
- Bergamo, Basilica di S. Maria Maggiore - 1915
- Salbertrand (TO), Chiesa parrocchiale San Giovanni Battista - 1915
- Pieve di Zignago (SP), Chiesa parrocchiale di San Pietro Apostolo - 1915 (Op. 1365)

## Tavola genealogica
|                        |                        |                        |                        |                             |                             |                             |                             | Giacomo Vegezzi adottato Bossi *1825 †1883 |                                |                                |                                |                                |                                |  |  |                          |                          |                          |                          |                          |                          |  |  |  |  |  |  |  |  |  |  |  |  |
|                        |                        |                        |                        |                             |                             |                             |                             |                                            |                                |                                |                                |                                |                                |  |  |                          |                          |                          |                          |                          |                          |  |  |  |  |  |  |  |  |  |  |  |  |
|                        |                        |                        |                        |                             |                             |                             |                             |                                            |                                |                                |                                |                                |                                |  |  |                          |                          |                          |                          |                          |                          |  |  |  |  |  |  |  |  |  |  |  |  |
| Carlo I *1858 †1927    | Carlo I *1858 †1927    | Carlo I *1858 †1927    | Carlo I *1858 †1927    | Carlo I *1858 †1927         | Carlo I *1858 †1927         |                             |                             |                                            |                                |                                |                                |                                |                                |  |  | Francesco I *1870 †1943  | Francesco I *1870 †1943  | Francesco I *1870 †1943  | Francesco I *1870 †1943  | Francesco I *1870 †1943  | Francesco I *1870 †1943  |  |  |  |  |  |  |  |  |  |  |  |  |
| Carlo I *1858 †1927    | Carlo I *1858 †1927    | Carlo I *1858 †1927    | Carlo I *1858 †1927    | Carlo I *1858 †1927         | Carlo I *1858 †1927         |                             |                             |                                            |                                |                                |                                |                                |                                |  |  | Francesco I *1870 †1943  | Francesco I *1870 †1943  | Francesco I *1870 †1943  | Francesco I *1870 †1943  | Francesco I *1870 †1943  | Francesco I *1870 †1943  |  |  |  |  |  |  |  |  |  |  |  |  |
| Alessandra *1880 †1956 | Alessandra *1880 †1956 | Alessandra *1880 †1956 | Alessandra *1880 †1956 | Alessandra *1880 †1956      | Alessandra *1880 †1956      |                             |                             | Celestino Balbiani *1880 †1956             | Celestino Balbiani *1880 †1956 | Celestino Balbiani *1880 †1956 | Celestino Balbiani *1880 †1956 | Celestino Balbiani *1880 †1956 | Celestino Balbiani *1880 †1956 |  |  | Carlo II *1900 †1977     | Carlo II *1900 †1977     | Carlo II *1900 †1977     | Carlo II *1900 †1977     | Carlo II *1900 †1977     | Carlo II *1900 †1977     |  |  |  |  |  |  |  |  |  |  |  |  |
| Alessandra *1880 †1956 | Alessandra *1880 †1956 | Alessandra *1880 †1956 | Alessandra *1880 †1956 | Alessandra *1880 †1956      | Alessandra *1880 †1956      |                             |                             | Celestino Balbiani *1880 †1956             | Celestino Balbiani *1880 †1956 | Celestino Balbiani *1880 †1956 | Celestino Balbiani *1880 †1956 | Celestino Balbiani *1880 †1956 | Celestino Balbiani *1880 †1956 |  |  | Carlo II *1900 †1977     | Carlo II *1900 †1977     | Carlo II *1900 †1977     | Carlo II *1900 †1977     | Carlo II *1900 †1977     | Carlo II *1900 †1977     |  |  |  |  |  |  |  |  |  |  |  |  |
|                        |                        |                        |                        |                             |                             |                             |                             |                                            |                                |                                |                                |                                |                                |  |  |                          |                          |                          |                          |                          |                          |  |  |  |  |  |  |  |  |  |  |  |  |
|                        |                        |                        |                        | ramo Balbiani Vegezzi Bossi | ramo Balbiani Vegezzi Bossi | ramo Balbiani Vegezzi Bossi | ramo Balbiani Vegezzi Bossi | ramo Balbiani Vegezzi Bossi                | ramo Balbiani Vegezzi Bossi    |                                |                                |                                |                                |  |  | Francesco II *1937 †1984 | Francesco II *1937 †1984 | Francesco II *1937 †1984 | Francesco II *1937 †1984 | Francesco II *1937 †1984 | Francesco II *1937 †1984 |  |  |  |  |  |  |  |  |  |  |  |  |
|                        |                        |                        |                        | ramo Balbiani Vegezzi Bossi | ramo Balbiani Vegezzi Bossi | ramo Balbiani Vegezzi Bossi | ramo Balbiani Vegezzi Bossi | ramo Balbiani Vegezzi Bossi                | ramo Balbiani Vegezzi Bossi    |                                |                                |                                |                                |  |  | Francesco II *1937 †1984 | Francesco II *1937 †1984 | Francesco II *1937 †1984 | Francesco II *1937 †1984 | Francesco II *1937 †1984 | Francesco II *1937 †1984 |  |  |  |  |  |  |  |  |  |  |  |  |
|                        |                        |                        |                        |                             |                             |                             |                             |                                            |                                |                                |                                |                                |                                |  |  | Enrico *1964             |                          |                          |                          |                          |                          |  |  |  |  |  |  |  |  |  |  |  |  |